# München-Aubing (przystanek kolejowy)
München-Aubing – przystanek kolejowy w Monachium, w kraju związkowym Bawaria, w Niemczech. Znajduje się tu 1 peron.